# 天璇增七
大熊座43，又名BD+57 1294，HD 93859、SAO 27791、HR 4235，是大熊座的一颗恒星，视星等为5.67，位于銀經150.63，銀緯53.59，其B1900.0坐标为赤經10h 45m 1.3s，赤緯+57° 53.59′ 42″。